# Moto Boy (album)
Moto Boy är Moto Boys självbetitlade debutalbum, släppt den 16 januari 2008.

## Låtlista
1. Young Love - 4:08
2. What It Was Like to Be With You - 3:03
3. Ride My Wild Heart - 3:18
4. Blue Motorbike - 3:39
5. Beat Heart - 4:20
6. Liebling - 1:48
7. U - 4:14
8. I Miss You Baby - 3:25
9. Feed Me With a Kiss - 2:56
10. Love Is the One Thing You Can't.. - 3:05
11. Karki - 1:55

## Recensioner
Albumet fick 3,8 i snittbetyg på kritiker.se baserat på 19 recensioner.

## Listplaceringar
| Lista             | List-position |
| ----------------- | ------------- |
| Sverigetopplistan | 49            |